# Théories de la réception et de la lecture selon l'école de Constance
L'histoire de la lecture est fondée sur une polarité : le texte, ou trace écrite, est fixe, durable et transmissible, alors que la lecture est éphémère, inventive, plurielle, plurivoque. L'École de Constance construit sa théorie de la réception et de la lecture sur cette tension entre la permanence du texte et l'impermanence de la lecture, plutôt que d'écarter ce second terme moins facile d'approche.

## L'École deConstance
Depuis le milieu des années 1970, les théories de la réception et de la lecture acceptent cette ambivalence comme caractéristique de la réalisation et de l’actualisation des textes littéraires. Les travaux de Hans Robert Jauss (réunis dans Pour une esthétique de la réception) et de Wolfgang Iser (L’acte de lecture : théorie de l’effet esthétique), répondent à cette insuffisance. Dans cette optique, l’École de Constance (dont Iser et Jauss sont les principaux tenants) tente de renouveler, d’absolutiser l’histoire de la littérature :
« L’erreur ou l’inadéquation communes aux attitudes intellectuelles que Jauss réprouve, c’est la méconnaissance de la pluralité des termes, l’ignorance du rapport qui s’établit entre eux, la volonté de privilégier un seul facteur entre plusieurs ; d’où résulte l’étroitesse du champ d’exploration : on n’a pas su reconnaître toutes les personæ dramatis, tous les acteurs dont l’action réciproque est nécessaire pour qu’il y ait création et transformation dans le domaine littéraire, ou invention de nouvelles normes dans la pratique sociale ».
Pour colmater ces brèches de l’historicité littéraire, les théories de la réception et de la lecture proposent une approche relationnelle où le tiers état — lecteur/public — serait la pierre angulaire d’une nouvelle perspective communicationnelle de la littérature. Autrement dit, on constate depuis peu que la lecture et la réception de la littérature sont aussi productives de sens : on ne fait plus l’économie de la triade AUTEUR-TEXTE-LECTEUR. On constate l'importance du destinataire pour l'histoire de la littérature. Effectivement, sans lecteur le texte n'existe pas. C'est l'actualisation du texte par la lecture qui lui permet d'entrer dans l'histoire, de jouer un rôle, de se socialiser.

## Hans Robert Jauss
Hans Robert Jauss entend revaloriser l'histoire de la littérature, qui a perdu de l'importance dans le monde moderne. Son constat est radical : l'historicité de la littérature repose uniquement « sur l'expérience que les lecteurs font d'abord des œuvres ». L'histoire de la littérature n'est pas la constitution de « rapports de cohérence a priori entre des "faits littéraires" » (thèse VI, p. 51). L'histoire objectiviste ignore ou feint d'ignorer que son objet n'est rien de plus qu'une re-création ou une relecture dans l'esprit de l'historien. La croyance en l'existence de faits historiques objectifs dont l'interprétation n'est pas problématique ne permet pas de saisir toutes les spécificités historiques des objets à l'étude. Pour l'histoire de la littérature, cette « idéologie » est encore plus néfaste, puisqu'elle masque non seulement les spécificités historiques mais, plus gravement encore, le « caractère esthétique de la littérature ». Pourtant, l'histoire de la littérature, c'est-à-dire « la littérature en tant que continuité événementielle cohérente ne se constitue qu'au moment où elle devient l'objet de l'expérience littéraire des contemporains et de la postérité — lecteurs, critiques et auteurs, selon l'horizon d'attente qui leur est propre » (p. 53).

### L'horizon d'attente
L'écart esthétique permet de mesurer l'historicité (Le caractère de ce qui est attesté par l'histoire)[réf. nécessaire] d'un texte. Cet écart est déterminé par l’horizon d’attente (Erwartungshorizont, concept qu’il reprend de Gadamer et Heidegger et adapte pour la première fois à l'histoire de la littérature) qui constitue un système de référence objectivement formulable à l’acte de lecture. Ce système résulte de trois facteurs :
1. « l'expérience préalable que le public a du genre dont [l'œuvre] relève ».
Par exemple, les lecteurs de Don Quichotte ou Jacques le Fataliste avaient dans leur horizon d'attente les romans de chevalerie.
2. « la forme et la thématique d'œuvres antérieures dont [l'œuvre] présuppose la connaissance ».
Par exemple, pour les lecteurs des Chimères, la thématique du moi lyrique de la poésie romantique était connue, mais l'échec de la quête romantique dans l'œuvre de Gérard de Nerval suscite une quête occultiste.
3. « l’opposition entre langage poétique et langage pratique, monde imaginaire et réalité quotidienne ».
L'œuvre est « reçue et jugée par rapport à l'arrière-plan de l'expérience de la vie quotidienne du lecteur ».
D’où la fonction sociale de la littérature : lorsque l’œuvre change notre vision du monde, il s’établit un rapport (une remise en question) entre littérature et société.

### La notion de lecteur
Bien que déjà inscrit dans le texte, le sens reste toujours à actualiser, rôle qui revient évidemment au public. Pour mieux comprendre le rôle du lecteur, il faut partir des prémisses de la Poétique d’Aristote qui sont à la base de l’expérience esthétique de Jauss. La poïésis est propre au créateur : c’est la dimension productrice de l’expérience esthétique.
Par celle-ci, l’auteur libère la réalité de ce qui ne lui est pas familier et forme une réalité nouvelle, une fiction qui ne s’oppose pas à la réalité quotidienne mais nous renseigne sur elle. L’aisthesis désigne la dimension réceptrice de l’expérience esthétique où un tiers état, les lecteurs, extérieur à la sémiose, prennent plaisir au sens et sa valeur. Dernier aspect de la Poétique d’Aristote repris par Jauss : la catharsis. Celle-ci interpelle le lecteur et suscite son adhésion :
« [D]ans le sens d’expérience fondamentale de l’esthétique communicative, [elle] correspond donc d’une part à la pratique des arts au service de la fonction sociale, qui est de transmettre les normes de l’action, de les inaugurer et de les justifier, d’autre part aussi au but idéal de tout art autonome : libérer le contemplateur des intérêts et des complications pratiques de la réalité quotidienne pour le placer, par la jouissance de soi dans la jouissance de l’autre, dans un état de liberté esthétique pour son jugement ».
Autrement dit, la catharsis est cette propension des lecteurs à s’identifier aux personnages et aux situations véhiculés par le texte. En ce sens, Jauss parle d’effets communicatifs. Il s’établit un lien, entre le texte et le lecteur, qui est purement dialogique, où ceux-ci collaborent en vue de fonder l’expérience esthétique sur une inter-subjectivité.
Les propositions de Jauss en restent le plus souvent au niveau de la théorie ; ce sont des thèses (ou plutôt des hypothèses) qui doivent être vérifiées à la lumière d’enquêtes empiriques ; celles-ci devraient s’inscrire dans deux directions: d’une part, il s’agit de fonder la reconstitution de l’horizon d’attente d’un moment donné sur une base documentaire représentative, voire exhaustive; d’autre part, il importerait de saisir les conditionnements extralittéraires du processus de la réception. (Voir Joseph Jurt, La réception littéraire en France et en Allemagne. André Malraux, Georges Bernanos, Emile Zola, Günter Grass, Paris, L'Harmattan, 2020)

## Wolfgang Iser
Chez Wolfgang Iser, contrairement à Jauss où le sens est à révéler, le sens est toujours à construire. Comme chez Jauss, cette sémiosis n’est possible qu’à la condition qu’une intention habite le lecteur, « [...] l’intention de lire, aussi minimale soit-elle, intention qui engage l’acte de lecture lui-même et qui cherche son accomplissement dans la lecture jusqu’à ce que cette dernière prenne fin ».
La lecture, c’est la rencontre de deux pôles : l’un, artistique et propre au texte, l’autre esthétique et propre au lecteur. Donc, le texte, portant en lui-même les conditions de sa réalisation, parle au lecteur, le guide afin qu’il réalise ce qui y est implicite. Ce qui est implicite au texte, c’est d’abord la situation qui sert d’arrière-plan à sa réalisation. D’une part, sa situation qui entoure l’auteur, appuyé de sa position sur la Terre et dans l’Histoire, appuyé de sa culture, de ses valeurs, ses expériences, ses connaissances et capable d’articuler un lien artistique logique (le texte) entre tout ceci.
Donc, il écrit un texte, lui aussi normalisé par des structures et des conventions qui sont à la fois textuelles et extra-textuelles.
D’autre part, ce texte nécessite un lecteur, appuyé de sa position sur la Terre et dans l’Histoire, appuyé de sa société, de son éducation, son enfance, sa sensibilité et habile à établir un lien logique (la lecture) entre tout ça, entre toutes ces conventions.
Pour que la communication s’accomplisse, il doit s’établir un rapport entre texte et lecteur. « [I]l manque à ce rapport d’être défini par une situation commune à l’un et à l’autre ».
Donc, pour établir une telle situation, il faut nécessairement que la lecture soit dialogique : « il en peut naître désormais la situation-cadre où le texte et le lecteur atteignent à la convergence. Ce qui, dans l’usage commun du discours, doit toujours être donné préalablement, il s’agit ici de le construire ».
Homologue de l’horizon d’attente de Jauss, le répertoire du texte sert à établir cette situation-cadre. En effet, le texte génère lui-même son propre réseau de signification. Il « n’ancre son identité ni dans le monde empirique, ni dans la complexion de son lecteur ». Donc, le répertoire du texte ne distingue pas la fiction de la réalité mais use de la première pour nous informer sur la seconde. Il s’agit donc d’établir un référent commun. Pour ce faire, il puise dans deux types de normes : littéraires et extra-littéraires, ou textuelles et extra-textuelles. Les premières recouvrent tout ce qui fait référence à la tradition littéraire (citations, intertextualités, etc.). Les secondes sont d’ordre social. Elles recouvrent tous les discours grâce auxquels on comprend le monde. Dans une certaine mesure, ne pourrait-on pas relier les normes extra-textuelles de Iser au plurilinguisme de Mikhaïl Bakhtine ou à l'intertextualité de Kristeva ? C’est donc dans la convergence de ces deux normes que se forme l’arrière-plan référentiel du texte. « Les éléments du répertoire ne se laissent donc ramener exclusivement ni à leur origine, ni à leur emploi, et c’est dans la mesure où ceux-ci perdent leur identité que se profilent les contours singuliers de l’œuvre ». Ainsi se dégage une équivalence, ou une distance, entre le répertoire et le monde, un peu de la même façon que l’écart esthétique.

## Liens
- Notices d'autorité :   - BnF (données)
  - LCCN
  - GND
  - Espagne
  - Israël
- Synthèse des lectures sur la théorie de la réception, « http://home.ican.net/~galandor/littera/synthese.htm »(Archive.org • Wikiwix • Archive.is • Google • Que faire ?)
- Thomas Parisot, Le tournant "a-critique" de la sociologie de la réception
- Un recueil d'analyse critique ; sur le site de la SCP. Textes de : Eric Puisais, Jean-Pierre Cavaillé et Dinah Ribard, « http://www.philosophie-chauvigny.org/spip.php?article91 »(Archive.org • Wikiwix • Archive.is • Google • Que faire ?)
- Esthétique de la réception , Publictionnaire, http://publictionnaire.huma-num.fr/notice/esthetique-de-la-reception/
- Réception, Réception, http://publictionnaire.huma-num.fr/notice/reception/